# Vuk Drašković
Vuk Drašković (Вук Драшковић, (Párdány, 1946. november 29. –) szerb író és politikus. A Szerb Megújhodási Mozgalom vezetője; betöltötte a Jugoszláv Szövetségi Köztársaság miniszterelnök-helyettesi, valamint Szerbia és Montenegró, illetve Szerbia külügyminiszteri posztját.

## Pályafutása
A Belgrádi Egyetem jogi karán végzett 1968-ban. 1969-től 1980-ig újságíróként dolgozott a Tanjug jugoszláv hírügynökségnél. A Jugoszláv Kommunisták Szövetsége tagja volt, és Mika Špiljak jugoszláv elnök stábjának vezetőjeként is dolgozott.
Számos regényt írt.

## Fordítás
- Ez a szócikk részben vagy egészben a Vuk Drašković című angol Wikipédia-szócikk ezen változatának fordításán alapul.  Az eredeti cikk szerkesztőit annak laptörténete sorolja fel. Ez a jelzés csupán a megfogalmazás eredetét és a szerzői jogokat jelzi, nem szolgál a cikkben szereplő információk forrásmegjelöléseként.